# 2 Batalion Lekkiej Piechoty
2 Batalion Lekkiej Piechoty – oddział piechoty armii koronnej wojska I Rzeczypospolitej.

## Formowanie i zmiany organizacyjne
Reformy Sejmu Wielkiego zwiększyły stany polskiej piechoty.  Wiosną 1792 roku rozpoczęto organizację kilku batalionów lekkiej piechoty. Każdy z nich miał liczyć cztery kompanie. Kadra oficerską stanowili w dużej części oficerowie niemieccy. 
Po kilku miesiącach bataliony zostały rozwiązane przez konfederację targowicką, a szeregowych żołnierzy wcielono do jej formacji. Oficerów dymisjonowano w styczniu 1793 roku. Wielu z nich zasiliło później 17 regiment pieszy koronny w powstaniu kościuszkowskim.
Pierwszy i drugi batalion liczyły razem 1 288 żołnierzy.

## Żołnierze regimentu
W batalionie służyło dziewiętnastu oficerów: jeden podpułkownik, trzech kapitanów, jeden kapitan sztabowy, jeden kapitan regimentskwatermistrz i audytor, jeden adiutant, czterech poruczników, czterech podporuczników, i czterech chorążych. 
Pułkownik i komendant
- Franciszek Rottenburg[a]

Kapitanowie
- Stefan Kłodnicki
- Henryk Wetberg
- Klemens Cerenvlle